# William A. Stanfill

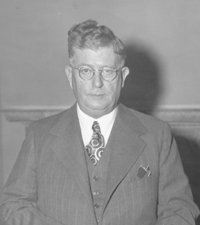
William A. Stanfill

William Abner Stanfill (* 16. Januar 1892 in Barbourville, Kentucky; † 12. Juni 1971 in Lexington, Kentucky) war ein US-amerikanischer Jurist und Politiker der Republikanischen Partei, der den Bundesstaat Kentucky im US-Senat vertrat.
Nach dem Besuch des Union College machte Stanfill 1912 seinen Jura-Abschluss an der Universität von Kentucky. Er wurde in die Anwaltskammer aufgenommen und begann in seinem Heimatort Barbourville zu praktizieren, ehe er 1916 nach Hazard umzog. Von 1927 bis 1931 war er Mitglied des Leitungsgremiums (Board of regents) am Morehead State Teachers College, der späteren Morehead State University.
Nachdem der demokratische US-Senator Happy Chandler am 1. November 1945 zurückgetreten war, um Commissioner der Major League Baseball zu werden, wurde William Stanfill von Kentuckys republikanischem Gouverneur Simeon Willis zu dessen Nachfolger im Kongress bestimmt. Er nahm den vakanten Sitz ab dem 19. November 1945 an und verblieb bis zum 5. November des folgenden Jahres im Senat; bei der anstehenden Nachwahl bewarb er sich nicht um das Mandat, welches dann an den Republikaner John Sherman Cooper ging.
Stanfill arbeitete danach wieder als Anwalt, ehe er sich in Lexington zur Ruhe setzte, wo er 1971 starb.